# Jahrom
Jahrom (farsi جهرم) è il capoluogo dello shahrestān di Jahrom, circoscrizione Centrale, nella provincia di Fars. Aveva, nel 2006, una popolazione di 103.023 abitanti. Vi sono coltivazioni di cereali, agrumi e palme da datteri. Secondo Ahmad Kasravi, uno storico e filologo iraniano, il nome "Jahrom" significa "posto caldo", un'altra interpretazione etimologica lo definisce "posto verde".